# Petite Tache sombre

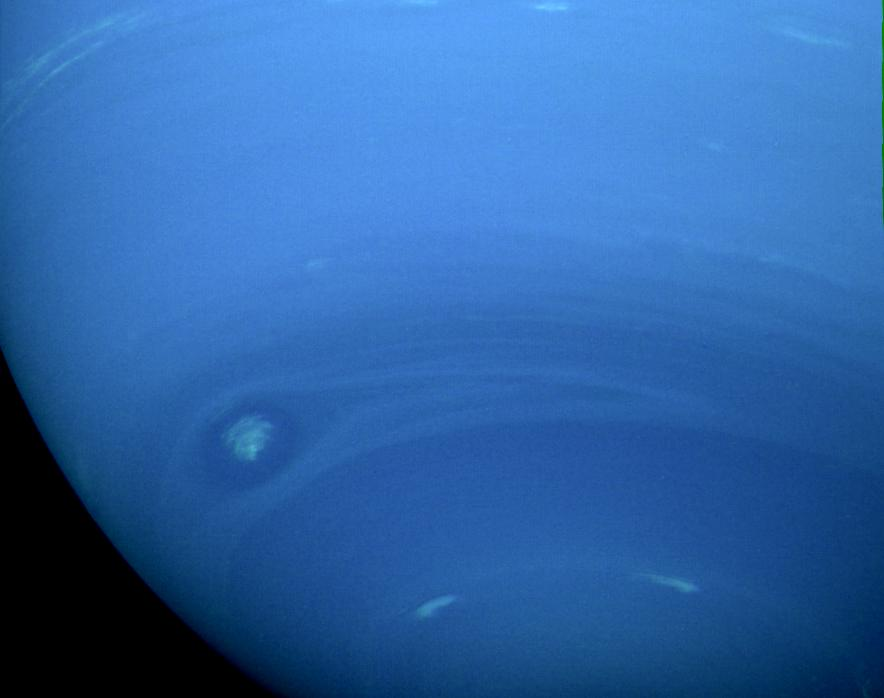
Photo de l'hémisphère sud de Neptune montrant la Petite Tache sombre.

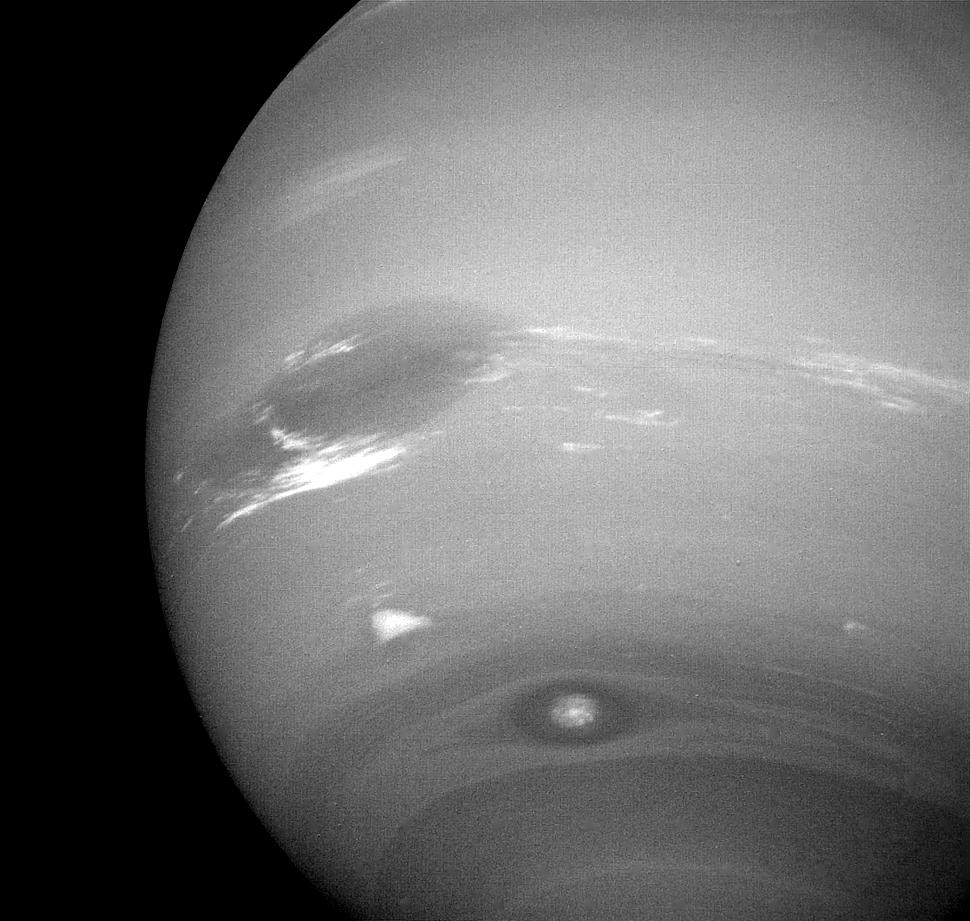
La Grande Tache sombre (en haut), le Scooter (nuage blanc au milieu) et la Petite Tache sombre (en bas).

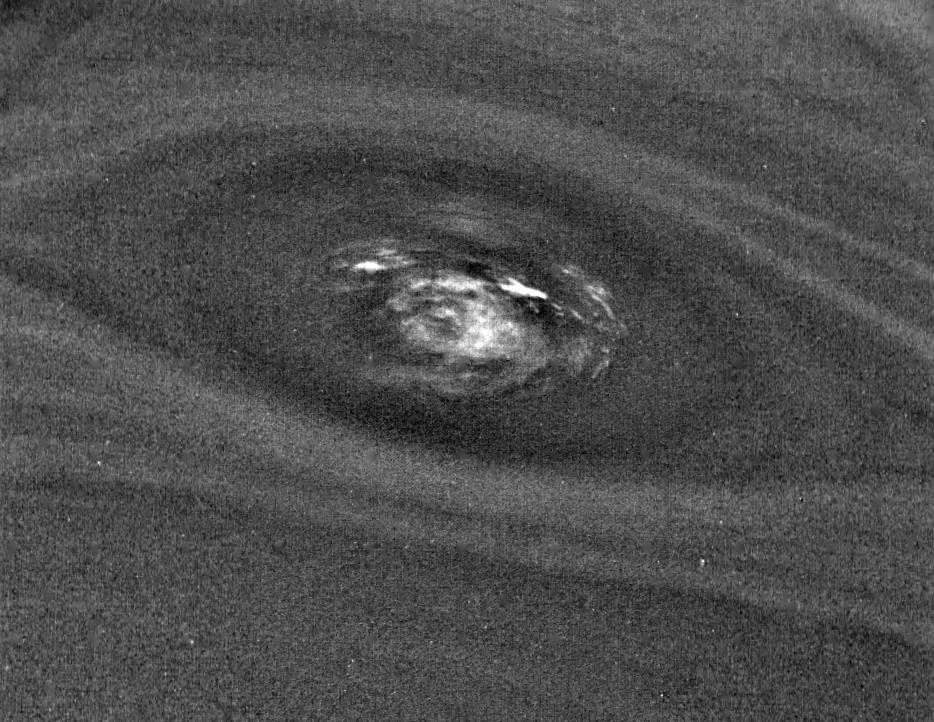
Vue en haute résolution de la Petite Tache sombre.

La Petite Tache sombre, parfois aussi nommée Tache sombre 2 (la première étant la Grande Tache sombre) ou l'Œil du Sorcier, était une tempête cyclonique australe de la planète Neptune,. Il s'agissait de la deuxième plus grande tempête sur Neptune en 1989, lorsque la sonde Voyager 2 survola la planète et l'observa avec son spectromètre infrarouge. La tache tournait dans le sens horaire. Lorsque le télescope spatial Hubble observa Neptune en 1994, la tache avait disparu.